# September

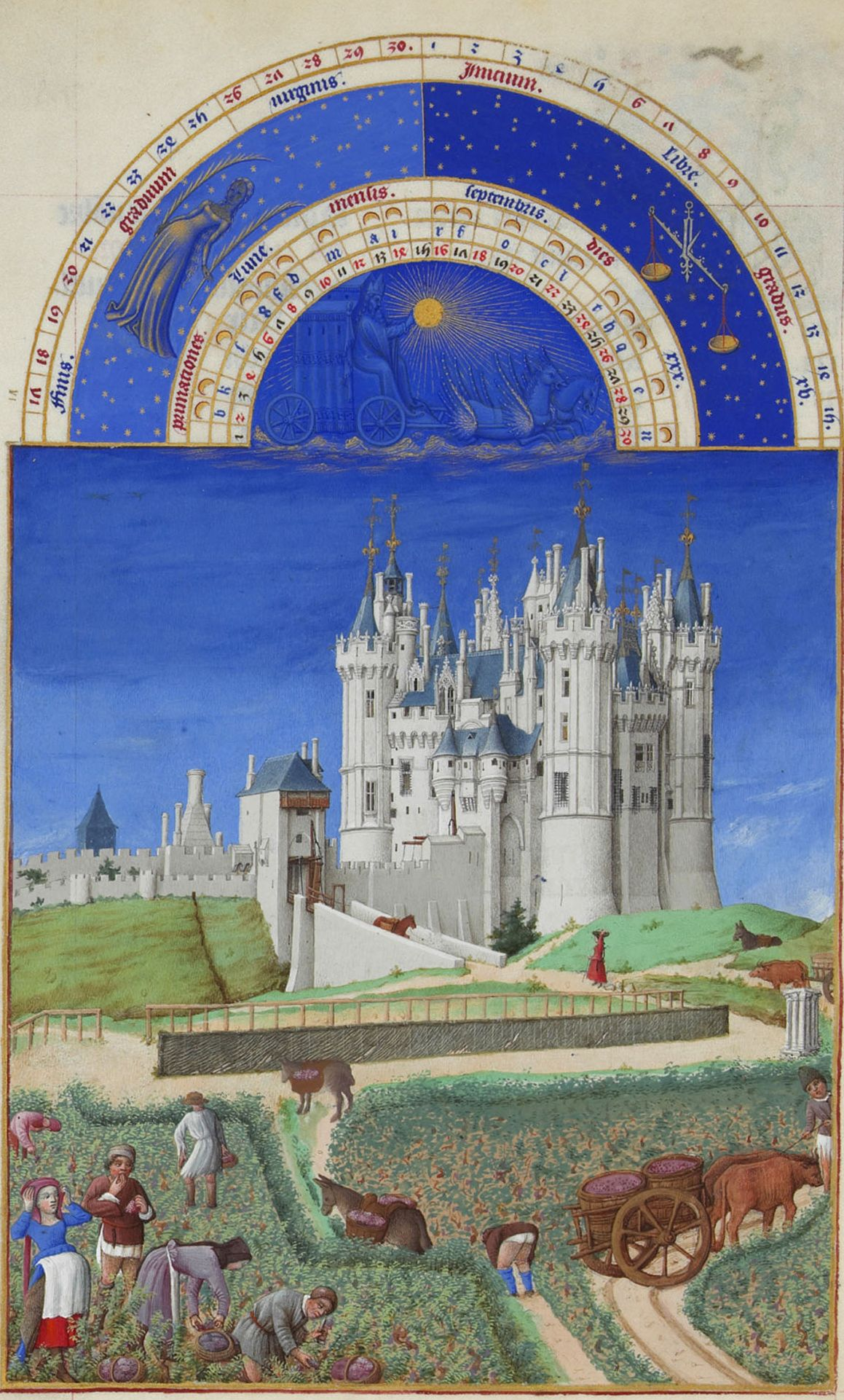
Afbeelding bij de maand september in Les Très Riches Heures du duc de Berry (± 1410)

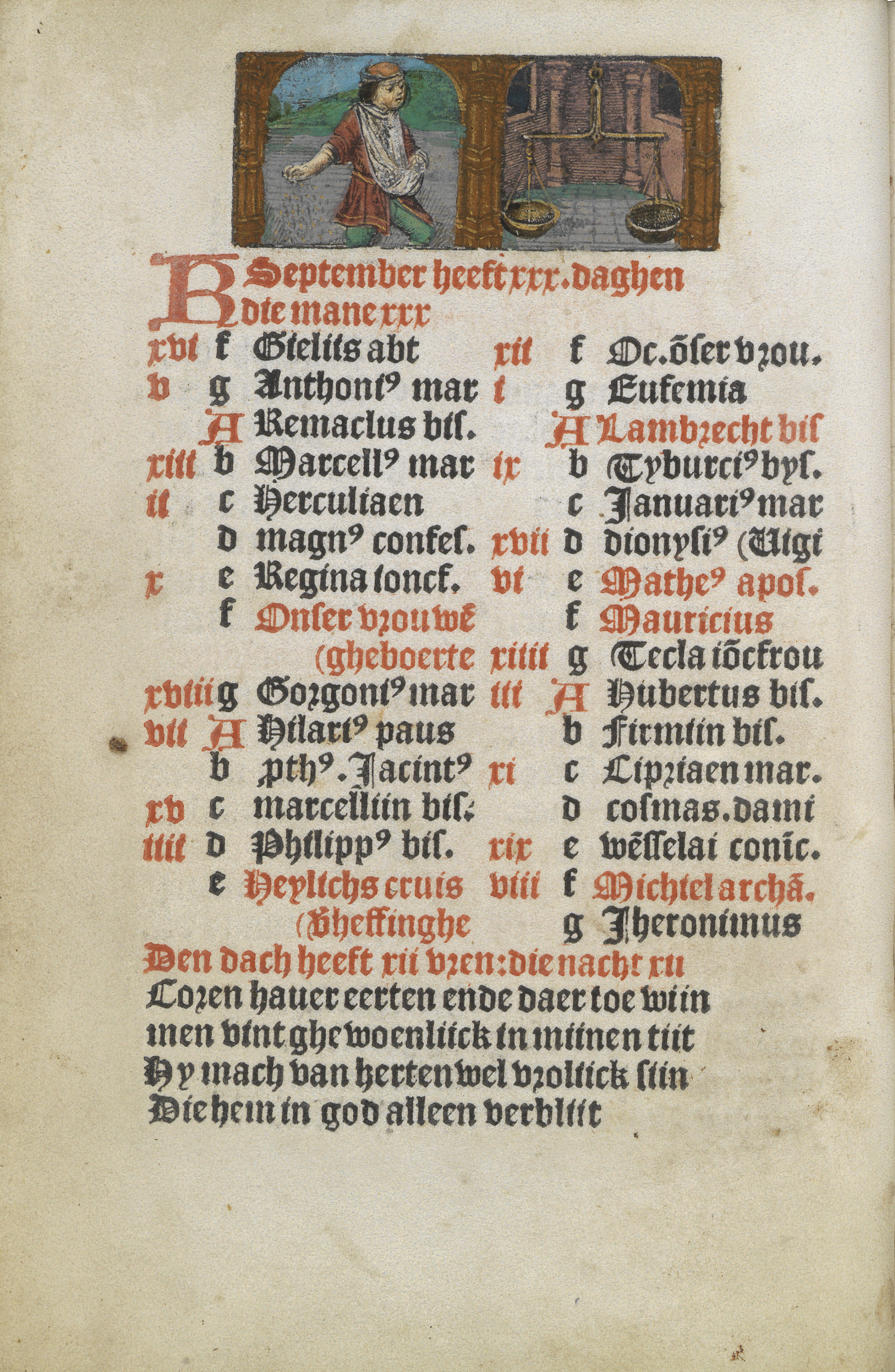
September in het Getijdenboek Wolfgang Hopyl

September (ook wel: herfstmaand of fruitmaand) is de negende maand van het jaar in de gregoriaanse kalender en heeft 30 dagen. De naam komt van het Latijnse woord septembris wat afkomstig is van het woord septem, dat zeven betekent — september was oorspronkelijk de 7e maand van het jaar, omdat het Romeinse kalenderjaar tot 153 v.Chr op 1 maart begon.
Oude Nederlandse naam en andere namen voor september: havermaent, evenemaent (avena = haver), herfstmaand, gerstmaand, vruchtmaand. September werd ook wel d'ander oogstmaand genoemd, als tweede oogstmaand (na augustus).

## Gebeurtenissen
- 1 september - Begin van het liturgische jaar binnen de Oosters-Orthodoxe Kerk.[1]
- Open Monumentendag in Europa
- Dag van het Respect voor de Ouderen in Japan
- ± 23 september - equinox

## Meteorologie
September is op het noordelijk halfrond de eerste maand van de meteorologische herfst. De astronomische herfst begint hier rond 21 september.
Op het zuidelijk halfrond is september de eerste maand van de meteorologische lente. De astronomische lente begint hier rond 21 september.

### Weerspreuken
- Trekt voor Sint-Michaël (29 september) de vogel niet, geen winter is nog in 't verschiet.
- Als de eikels vallen voor Sint-Michiel, dan snijdt de winter door lijf en ziel.
- Sint-Michaël blaast het licht uit, Maria Boodschap (25 maart) steekt het aan.[2]
- Als in september de donder knalt, met Kerstmis de sneeuw in hopen valt.
- Valt begin september de regen in plassen, het volgend jaar zal 't graan goed wassen.
- Septemberregen, komt zaad en wijnstok wel gelegen.

## Sterrenbeelden
De sterrenbeelden voor september zijn Maagd en Weegschaal.

## Afbeeldingen

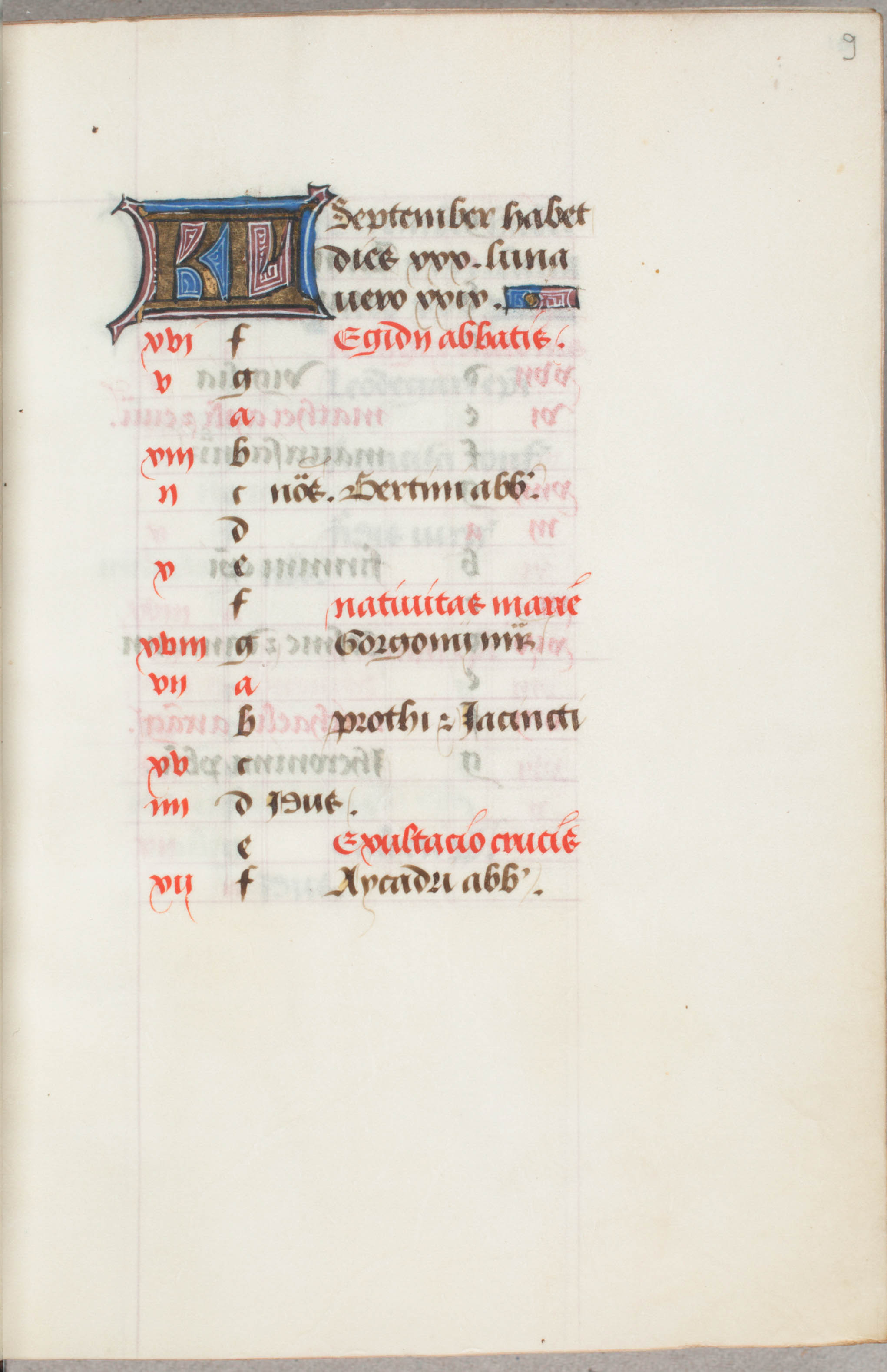
September in het Trivulzio-getijdenboek
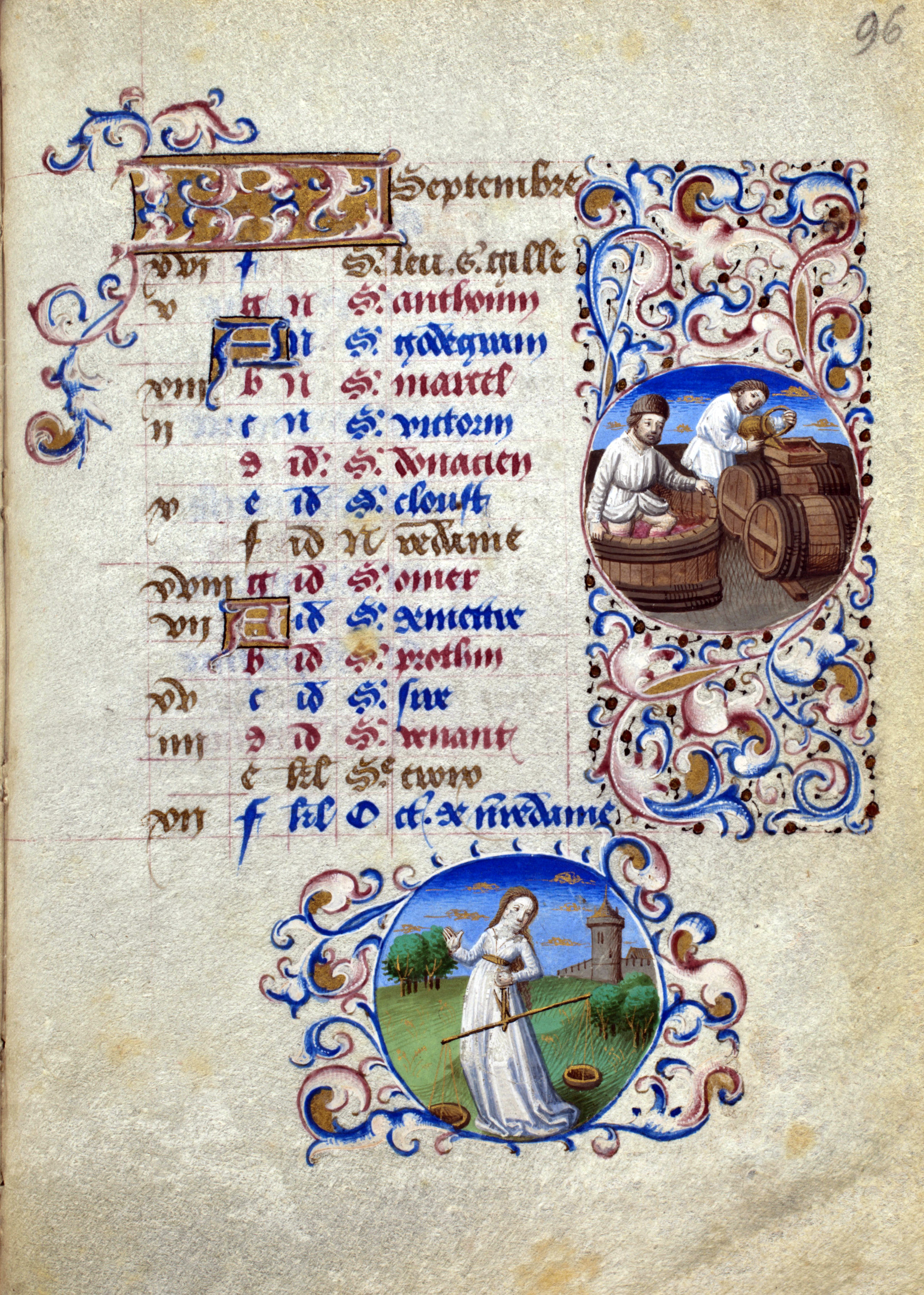
September in het getijdenboek van Simon de Varie
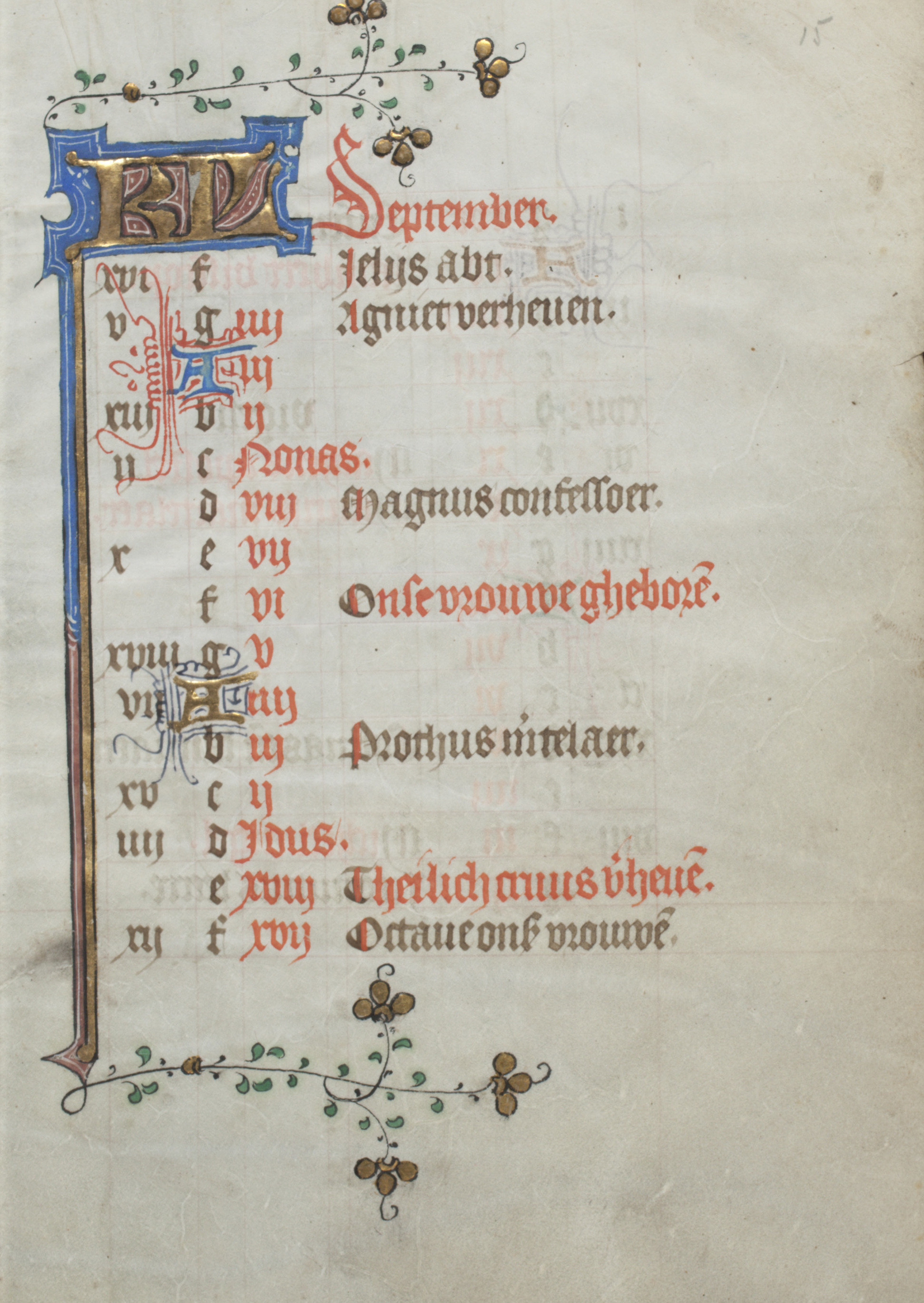
September in het getijdenboek van de Meesters van Zweder van Culemborg
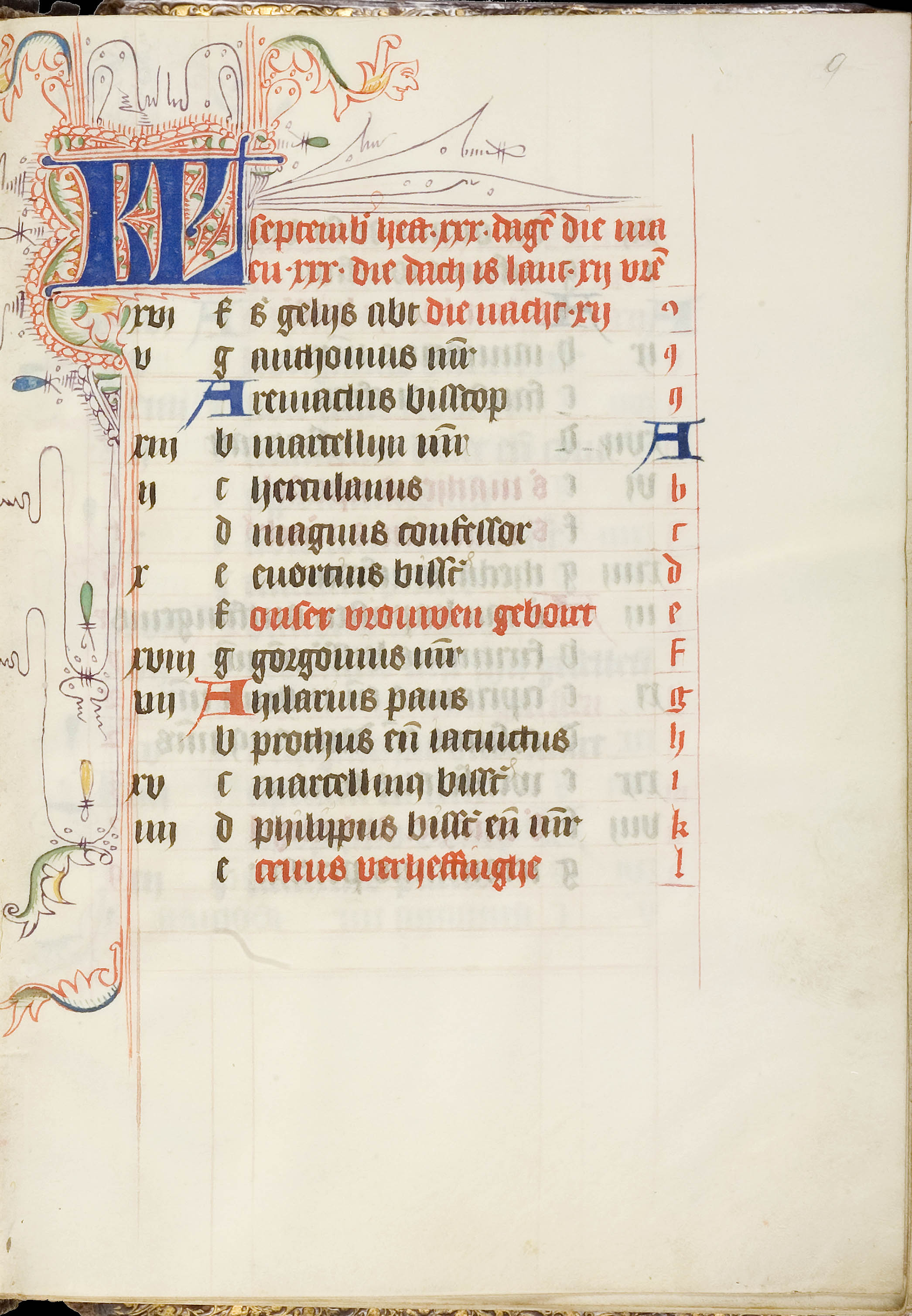
September in het Bout Psalter-getijdenboek
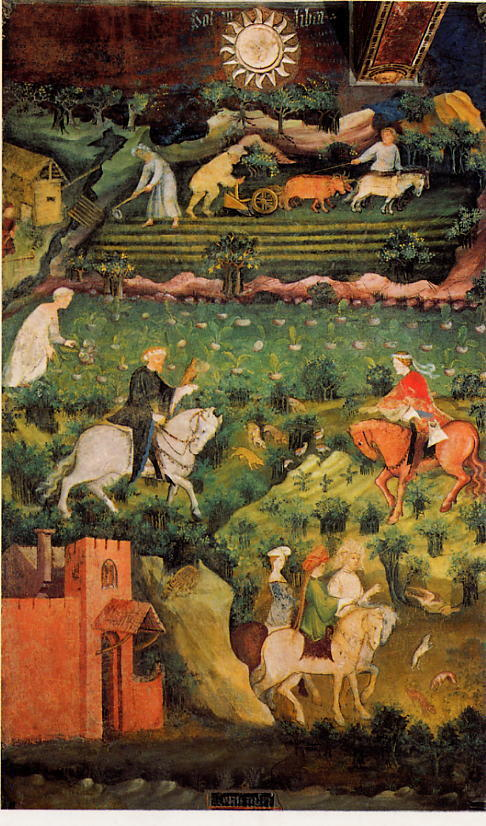
September, fresco in de Torre Aquila in Trente
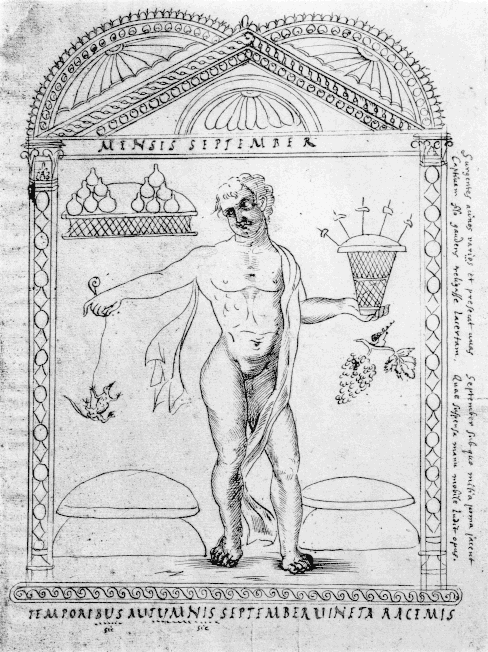
De maand september, uit de Chronograaf van 354 van de Romeinse kalligraaf Filocalus

januari · februari · maart · april · mei · juni · juli · augustus · september · oktober · november · december